# Amauris stictica
Amauris stictica är en fjärilsart som beskrevs av Rothschild 1903. Amauris stictica ingår i släktet Amauris och familjen praktfjärilar. Inga underarter finns listade i Catalogue of Life.